# Pycnandra confusa
Pycnandra confusa är en tvåhjärtbladig växtart som beskrevs av Swenson och Jérôme Munzinger. Pycnandra confusa ingår i släktet Pycnandra och familjen Sapotaceae. Inga underarter finns listade i Catalogue of Life.